# Психоделическая психотерапия

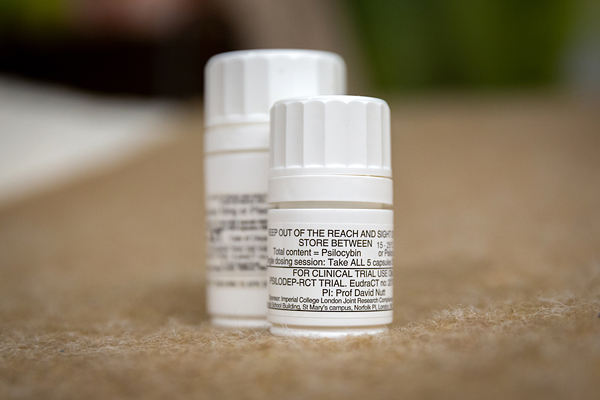
Препарат с псилоцибином

Психодели́ческая психотерапи́я (например, ЛСД-психотерапия) — психотерапевтические практики с использованием психоделиков, в особенности серотонинергических, таких как ЛСД, DMT, псилоцин. Сторонники психоделической терапии считают, что эти препараты способствуют раскрытию и исследованию человеком, с помощью психолога, скрытых сторон своей психики, с целью самоулучшения, избавления от алкогольной и других зависимостей.

## История исследований до законодательного запрета

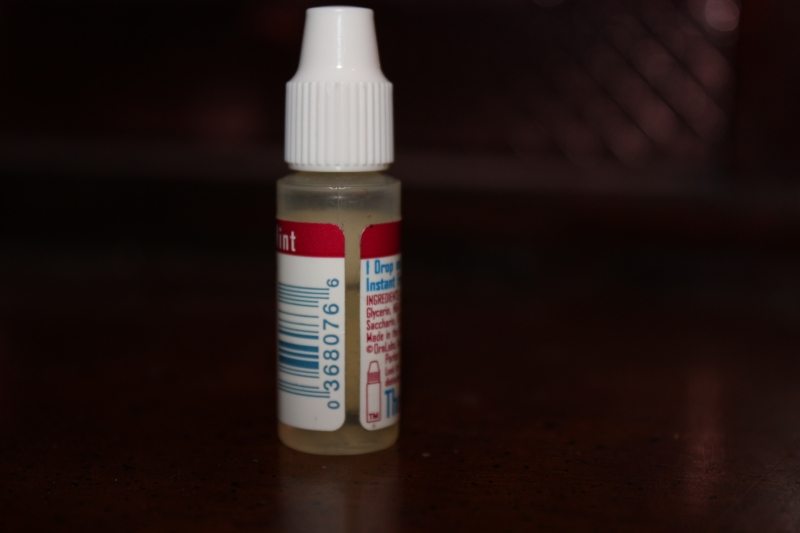
Раствор ЛСД в каплях для приёма внутрь

Медицинское использование ЛСД началось во второй половине 1940-х годов, тогда же на Западе стало развиваться новое направление психоанализа, называвшееся «ЛСД-терапией» (основатель психоанализа Фрейд для этих же целей рекомендовал своим пациентам и сам принимал кокаин).
В течение 1950-х — 60-х годов исследования психоделических веществ спонсировались правительствами США, государствами Западной Европы, а также СССР. Стимулировали исследования гипотезы о том, что галлюциногены помогают избавиться как от вредных привычек, так и от дистресса больных в терминальной стадии. Эксперименты давали хорошие результаты, принося участникам надолго сохраняющееся чувство душевного подъёма.
В 1950-х проводились тестирования ЛСД на больных психическими расстройствами: различными формами шизофрении и неврозами.
В 1961 году при тестировании на умирающих от рака пациентах, испытывающих приступы отчаяния от сильной боли, психоделическая психотерапия не оказывала существенного влияния на физическое здоровье пациентов, но приводила к таким психологическим эффектам, как исчезновение депрессии, боли, принятие болезни и скорой смерти, положительное изменение эмоционального статуса.
В 1963 году Тимоти Лири и Ричард Олперт были уволены из Гарвардского университета по обвинению в использовании неподходящих методов исследования галлюциногенов (проведение испытаний над студентами), на них возлагается часть вины за попадание психоделиков на улицы и рост их неконтролируемого употребления, вследствие которого правительство США в 1970 году приняли закон о контролируемых веществах, запретивший финансируемые из федерального бюджета испытания психоделиков на добровольцах.

В 1964 году Эрик Каст (Eric Kast) из Чикагской медицинской школы писал по поводу своих опытов по облегчению страдания больных на терминальной стадии при помощи ЛСД:
Пациенты перестали непрерывно думать о катастрофичности своего положения, свободно говорили о неизбежности смерти с чувством, совершенно не свойственным людям западной цивилизации, но облегчающим их душевное состояние.
 Схожие результаты получили Станислав Гроф и Уильям Ричардс (William Richards) из гос. госпиталя в Спринг-Гров близ Балтимора, использовавшие также дипропилтриптамин.

## Альтернативные методики
Вследствие запрета психоделической психотерапии Станислав Гроф (вместе с женой Кристиной) в 1975 году предложил метод холотропного дыхания для достижения изменённых состояний сознания (или холотропных), аналогичных состояниям сознания, вызываемым психоделическими веществами.

## Диссоциативы
В 1990-х годах при помощи кетамина в России ряд специалистов, включая Евгения Крупицкого, проводил психоделическую психотерапию алкоголизма, причём чем более глубоким был катарсис, чем более негативными у пациента были психоделические переживания, тем более продолжительной была ремиссия. Кетамин может помогать от региональных болей и выступать в качестве антидепрессанта, причём действует в малых дозах и обладает лучшим антидепрессантным действием, чем прозак.

## Психоделики
В 2001 году в университете Джонса Хопкинса профессор психиатрии и нейрофизиологии Роналд Гриффитс провёл изучение псилоцибина на 36 добровольцах. Исследовалось как его психоспиритическое влияние на здоровье, так и устранение или смягчение симптомов различных психических и поведенческих расстройств в тех случаях, когда традиционные методы не помогают. Испытуемые в результате эксперимента показали улучшение как физического, так и психического состояния, подтверждающееся их родственниками, ничего не знавшими об эксперименте. Хотя подбирались добровольцы, знакомые с духовными практиками, примерно треть участников эксперимента испытывали непреодолимый страх, а у пятой части возникали параноидные состояния прямо во время сеанса, что купировалось при помощи наблюдающего опытного медицинского персонала. В общем, предварительный отбор добровольцев и их психологическая подготовка позволяют свести к минимуму нежелательные побочные эффекты, и, по мнению исследователей, психоделики можно будет опробовать как лекарство в таких состояниях, как аномальное пищевое поведение, сексуальные расстройства, адаптационные нарушения. Исследование, проведенное в 2016 году, показало, что одна доза псилоцибина снижает депрессию и тревогу смерти у неизлечимых больных раком.

## Эмпатогены
После криминализации МДМА в США в 1985 году была основана некоммерческая Мультидисциплинарная ассоциация психоделических исследований, которая, в частности, занялась тем, чтобы МДМА признали в качестве лекарственного средства, которое можно отпускать по рецепту. Препарат облегчает психотерапию, уменьшая страх, что позволяет пациентам вновь переживать травмирующие воспоминания без эмоциональной перегрузки.
Предварительные результаты свидетельствуют о том, что МДМА-терапия посттравматического стрессового расстройства может быть эффективной для людей, которым не помогли другие виды лечения. В январе 2020 года FDA одобрило терапию пациентов по данной методике.
Исследования Лос-Анджелесского биомедицинского исследовательского института совместно со специалистами Мультидисциплинарной ассоциацией психоделических исследований показали, что терапия с использованием МДМА также может снизить социальную тревожность и повысить социальную адаптивность взрослых с расстройством аутистического спектра.